# Ulf de Borresta
Ulf de Borresta (vieux norrois: Ulfr í Báristöðum, suédois: Ulf i Borresta) est  maître en pierres runiques (en) du XIe siècle d'Uppland en Suède, et un Viking qui revient trois fois d'Angleterre après avoir perçu avec succès le Danegeld. Il porte le nom de son domaine qui en suédois moderne se nomme  Borresta ou Bårresta (vieux norrois : Báristaðir ou Bárastaðiʀ).